# Emi Yamamoto
Pour les articles homonymes, voir Yamamoto.
Emi Yamamoto (山本 絵美, Yamamoto Emi), née le 9 mars 1982, est une joueuse internationale de football japonaise.

## Biographie
Le 12 janvier 2003, elle fait ses débuts dans l'équipe nationale japonaise contre les États-Unis. Elle participe à la Coupe du monde 2003 et Jeux olympiques d'été 2004. Elle compte 22 sélections et 4 buts en équipe nationale du Japon de 2003 à 2004.

## Statistiques
Le tableau ci-dessous présente les statistiques de Emi Yamamoto en équipe nationale
| Équipe du Japon | Équipe du Japon | Équipe du Japon |
| Année           | Matchs          | Buts            |
| --------------- | --------------- | --------------- |
| 2003            | 14              | 1               |
| 2004            | 8               | 3               |
| Total           | 22              | 4               |